# Dan Crimmins
Dan Crimmins, all'anagrafe Alexander M. Lyons (Liverpool, 18 maggio 1863 – Los Angeles, 12 luglio 1945) è stato un attore britannico.

## Biografia
Attore caratterista, è principalmente conosciuto per i film The Midnight Express (1924) di George W. Hill, The Valley of the Giants (1927) di Charles Brabin, L'isola degli zombies (1932) di Victor Halperin e Signora vagabonda (1935) di Sam Taylor. Sposato con l'attrice Rosa Gore, iniziò in teatro con lei nel genere Vaudeville. La coppia ebbe un figlio anch'egli divenuto attore, Danny Hoy.

## Filmografia

### Cinema
- Officer Kate, regia di Ned Finley - cortometraggio (1914)
- Second Sight, regia di Ned Finley - cortometraggio (1914)
- A Busybody's Busy Day, regia anonima - cortometraggio (1915)
- The Commuters, regia di George Fitzmaurice (1915)
- The Ladder of Love, regia anonima - cortometraggio (1915)
- Keep Moving, regia di Louis Myll (1915)
- The Final Curtain, regia anonima (1916)
- Cruel and Unusual, regia di Louis Myll - cortometraggio (1916)
- The Lightning Bell-Hop, regia di Louis Myll - cortometraggio (1916)
- Bells and Belles, regia di Louis Myll - cortometraggio (1916)
- Just Imagination, regia di Louis Myll - cortometraggio (1916)
- Out of Order, regia di Louis Myll - cortometraggio (1916)
- Coming Down, regia di Louis Myll - cortometraggio (1916)
- Ambition, regia di James Vincent (1916)
- Showing Some Speed, regia di Louis Myll - cortometraggio (1916)
- Local Showers, regia di Louis Myll - cortometraggio (1916)
- A Pirate Bold, regia di Louis Myll - cortometraggio (1916)
- Outs and Ins, regia di Louis Myll - cortometraggio (1916)
- Partly Cloudy, regia di Louis Myll - cortometraggio (1916)
- Heinie and the Magic Man, regia anonima - cortometraggio (1916)
- Johnny Get Your Gun, regia di Donald Crisp (1919)
- Il garage (The Garage), regia di Roscoe Arbuckle - cortometraggio (1920)
- Stop That Shimmy, regia di Eddie Lyons e Lee Moran - cortometraggio (1920)
- Masked, regia di Mack V. Wright - cortometraggio (1920)
- Once to Every Woman, regia di Allen Holubar (1920)
- Pink Tights, regia di B. Reeves Eason (1920)
- The Bait, regia di Maurice Tourneur (1921)
- Colorado, regia di B. Reeves Eason (1921)
- Straight from the Shoulder, regia di Bernard J. Durning (1921)
- Nearly Spliced, regia di J.C. Miller - cortometraggio (1921)
- The Two Twins, regia di Hunt Stromberg - cortometraggio (1923)
- Desert Driven, regia di Val Paul (1923)
- The Midnight Express, regia di George W. Hill (1924)
- Women First, regia di B. Reeves Eason (1924)
- La danzatrice spagnola (The Charmer), regia di Sidney Olcott (1925)
- La mosca nera (Pretty Ladies), regia di Monta Bell (1925)
- The Bandit Tamer, regia di J.P. McGowan (1925)
- Not So Long Ago, regia di Sidney Olcott (1925)
- Perils of the Rail, regia di J.P. McGowan (1926)
- The Valley of the Giants, regia di Charles Brabin (1927)
- Chilly Days, regia di Charles Lamont - cortometraggio (1928)
- A Trick of Hearts, regia di B. Reeves Eason (1928)
- Sette passi verso Satana (Seven Footprints to Satan), regia di Benjamin Christensen (1929)
- Smiling Irish Eyes, regia di William A. Seiter (1929)
- L'isola degli zombies (White Zombie), regia di Victor Halperin (1932)
- Un grullo in bicicletta (6 Day Bike Rider), regia di Lloyd Bacon (1934)
- Mississippi, regia di A. Edward Sutherland (1935)
- George White's 1935 Scandals, regia di George White (1935)
- Signora vagabonda (Vagabond Lady), regia di Sam Taylor (1935)
- L'uomo dai diamanti (Diamond Jim), regia di A. Edward Sutherland (1935)
- La figlia della jungla (The Jungle Princess), regia di Wilhelm Thiele (1936)